# Dodonaea multijuga
Dodonaea multijuga là một loài thực vật có hoa trong họ Bồ hòn. Loài này được G.Don mô tả khoa học đầu tiên năm 1831.